# Метеори-вбивці
Вбивці метеори (англ. назва Killer Meteors) - гонконгський фільм, з Джекі Чаном у головній ролі. Кінофільм вийшов на екрани в 1976 році.

## Сюжет
Мі Вій лежав на камені і робив вигляд, що спить. А з усієї округи до каменю, крадькома, один за іншим приходили люди, каялися в усіх гріхах і, побоюючись порушити "сон" Мі Віявши, клали на камінь підношення. Це тому, що Мі Вій був нещадним Метеором-вбивцею, що вбивав злочинців, і, покаявшись і принісши підношення, можна було виторгувати собі рік життя. Але одна з людей, що прийшли до каменю, бажала не пробачення. Він запропонував Мі Вію відправитися до його хазяїна Ва. Ва теж був Метеором-вбивцею, але тепер він прикований до ліжка. Мі Вій йде до Ва, і місія, яку той хоче доручити йому, викликає у Мі Віявши подив: Ва хоче, щоб Мі Вій убив його дружину.. Виразно знята і добре зіграна акторами напівдетективна картина, що ще раз доводить, що режисер Ло Вей - один з найкращих кінематографістів Гонконгу. Ранній фільм Джекі Чана, - і знову не комедійна роль.